# Adrian Serioux
Adrian Serioux (ur. 12 maja 1979 w Scarborough) – kanadyjski piłkarz grający na pozycji skrzydłowego w zespole Toronto FC.

## Kariera piłkarska
Choć Adrian urodził się w Kanadzie swą karierę rozpoczynał w Stanach Zjednoczonych na jednym z uniwersytetów (University of New Haven) od roku 1998 do 1998. Przeprowadził się tam i studiował. Zawodowe kroki stawiał w Toronto Lynx, gdzie występował po tym jak porzucił występy uniwersyteckie. W roku 2004 Serioux został pierwszy raz sprzedany do angielskiego Millwall FC. Spędzając w nim jeden sezon został wypożyczony do New York Red Bulls, a potem pozyskany przez Houston Dynamo. Od 2007 roku był zawodnikiem FC Dallas, gdzie trafił po odejściu najlepszego wtedy gracza Ronnie O’Brien. 24 lutego 2009 Serioux przeszedł do Toronto FC.
| Lata      | Klub           | Kraj              | Rozgrywki           | Mecze | Bramki |
| --------- | -------------- | ----------------- | ------------------- | ----- | ------ |
| 1999–2004 | Toronto Lynx   | Kanada            | USL First Division  | 116   | 2      |
| 2004–2005 | Millwall FC    | Anglia            | Championship        | 24    | 0      |
| 2006      | Houston Dynamo | Stany Zjednoczone | Major League Soccer | 20    | 1      |
| 2007–2009 | FC Dallas      | Stany Zjednoczone | Major League Soccer | 31    | 0      |
| 2009–     | Toronto FC     | Kanada            | Major League Soccer |       |        |

W kadrze narodowej występował w różnych kategoriach wiekowych. Seniorem był od 2004 roku, ale zrezygnował z występowania w 2006. Zagrał dziewięć spotkań.